# Mildred Davis
Mildred Hillary Davis, född 22 februari 1901 i Philadelphia, Pennsylvania, död 18 augusti 1969 i Santa Monica, Kalifornien, var en amerikansk skådespelare. Hon var gift med Harold Lloyd.